# Hans-Jürgen Ulbricht
Hans-Jürgen Ulbricht (* 2. März 1947) ist ein deutscher Sportwissenschaftler und Judofunktionär.

## Leben
Hans-Jürgen Ulbricht begann 1960 bei der SV Dynamo Merseburg mit dem Judosport und erwies sich schon bald als erfolgreicher Wettkämpfer. 1962 qualifizierte er sich im Bezirk Halle für die Teilnahme an den DDR-Judomeisterschaften der Jugend. Nach dem Abitur studierte er von 1966 bis 1970 an der Deutschen Hochschule für Körperkultur (DHfK) in Leipzig. Während des Studiums zum Diplom-Sportlehrer belegte er den Fachschwerpunkt Judo am Institut für Kampfsport der DHfK, wo er 1970 seine Laufbahn als Sportwissenschaftler begann. Nachdem er während des Studiums an der DHfK erfolgreich an Wettkämpfen der Studentenauswahlmannschaft teilgenommen und den 1. Dan abgelegt hatte, bestand er 1972 vor der Prüfungskommission des Deutschen Judo-Verbandes (DJV) die Prüfung zum 2. Dan mit Kyu-Abnahmeberechtigung. Die Prüfung zum 3. Dan legte er 1973 ab und wurde danach vom DJV in die Dan-Graduierungskommission für den Bezirk Leipzig berufen. Als Hochschullehrer promovierte er an der DHfK zum Doktor paed. und arbeitete dabei eng mit dem Leiter des Instituts für Kampfsport, Gerhard Lehmann, und dem Leiter der Forschungsgruppe Judo, Hans Müller-Deck, zusammen. Neben seiner Tätigkeit an der Hochschule war Hans-Jürgen Ulbricht von 1980 bis 1990 Mitglied des DJV-Trainerrates und Judo-Trainer beim SC Leipzig. Im Zuge der Abwicklung und Schließung der DHfK wurde er 1990 in die Sportwissenschaftliche Fakultät der Universität Leipzig übernommen und leitete dort die Fachgruppe Kraft- und Kampfsport. Außerdem übernahm er die Funktion des Lehrwarts im 1990 gegründeten Judo-Verband Sachsen (JVS). Nach der Vereinigung des DJV mit dem Deutschen Judo-Bund (DJB) im Februar 1991 wurde er Mitglied des Lehrteams im DJB und übernahm dort von 1996 bis 2002 das Amt des DJB-Lehrwarts. 2004 wurde Hans-Jürgen Ulbricht zum Präsidenten des JVS gewählt und übte dieses Amt bis 2014 aus. Der DJB ehrte ihn 2013 mit der Verleihung des 8. Dan. An der Universität Leipzig arbeitete er bis zu seiner Pensionierung als Lehrbeauftragter für Kampfsport. Nach seinem Ausscheiden aus dem Vorstand des JVS ehrte ihn der Verband als Ehrenmitglied und Ehrenpräsident.

## Judobücher
- Große Judo-Wurfschule. (Koautor: Gerhard Lehmann), Ullstein Sportverlag, Berlin, 1998, ISBN 3548276202
- Judo – Klassische und moderne Wurftechniken. (Koautor: Gerhard Lehmann), Meyer & Meyer, Aachen, 2006, ISBN 978-3-89899-233-6